# Julián Castro Contreras

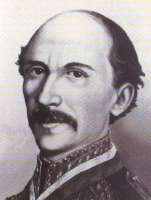
Julián Castro Contreras

Julián Castro Contreras (* 12. Juni 1805 in Petare; † 12. Juli 1875 in Valencia) war ein venezolanischer General und von 1858 bis 1859 Präsident der Republik Venezuela.

## Leben
Castro Contreras entstammte einfachen Verhältnissen. Er besuchte einige Jahre die Grundschule und begann dann eine militärische Laufbahn in der Armee Großboliviens. 1835 war er an der Seite von José Antonio Páez an der Revolución de las Reformas beteiligt, in deren Verlauf er den Präsidenten José María Vargas unter Arrest stellte, der nach Saint Thomas ins Exil geschickt wurde. Erneut in Erscheinung trat er, als er 1858 als Divisionsgeneral die Märzrevolution gegen den amtierenden Präsidenten José Tadeo Monagas anführte.
Er marschierte mit 5.000 Mann nach Caracas, worauf Monagas am 15. März beschloss, zurückzutreten und Asyl im französischen Konsulat beantragte. Castro Contreras wurde in der Kathedrale von Caracas mit einem Te Deum gefeiert und vom Nationalkonvent in Valencia zum provisorischen Präsidenten ernannt. Ein Aufstand gegen Castro im August des Jahres (La Galipanada) konnte unter dem General Carlos Soubrette erfolgreich niedergeschlagen werden. Als 1859 der als Föderaler Krieg bekannt gewordene Bürgerkrieg ausbrach, trat Castro Contreras unter dem Vorwand gesundheitlicher Probleme im Juni von der Präsidentschaft zurück und übertrug die Regierungsgewalt Manuel Felipe Tovar. 
1860 wurde er wegen Hochverrats verurteilt, durfte jedoch das Land verlassen. 1870 kehrte er nach Venezuela zurück und schloss die der sogenannten Aprilrevolution von Antonio Guzmán Blanco an. Am 17. Mai 1872 leitete er das Erschießungskommando bei der Hinrichtung des Generals Matías Salazar.